# Egidija
Egidija ist ein litauischer weiblicher Vorname. Die männliche Form ist Egidijus. 

## Personen
- Egidija Stauskienė (* 1974), Juristin, Professorin für Zivilverfahrensrecht an der Mykolo Romerio universitetas (MRU).